# Liste der denkmalgeschützten Objekte in Horn (Niederösterreich)
Die Liste der denkmalgeschützten Objekte in Horn enthält die 95 denkmalgeschützten, unbeweglichen Objekte der niederösterreichischen Bezirkshauptstadt Horn.

## Denkmäler
| Foto |                 | Denkmal                                                                                          | Standort                                                | Beschreibung | Metadaten |
| ---- | --------------- | ------------------------------------------------------------------------------------------------ | ------------------------------------------------------- | --- | --- |
| ja   | Datei hochladen | Neues Schloss Breiteneich HERIS-ID: 33699 Objekt-ID: 31391                                       | Breiteneich 1 Standort KG: Breiteneich                  | Das dreigeschoßige Neue Schloss wurde in der ersten Hälfte des 17. Jahrhunderts südlich des alten Schlosses erbaut. Die Fassaden sind im Sockelgeschoß gebändert und in den Obergeschoßen durch Lisenen und Putzparapeten aus dem zweiten Viertel des 18. Jahrhunderts gegliedert. Die abgewalmten Dächer und der auf toskanischen Säulen ruhende Windfang stammen aus der ersten Hälfte des 19. Jahrhunderts. Die Innenräume, mit Stichkappentonnen und Kreuzgratgewölbe, verfügen zum Teil über Stuckspiegel. | BDA-Hist.: Q64765001 Status: Bescheid Stand der BDA-Liste: 2025-06-30 Name: Neues Schloss Breiteneich GstNr.: 4/2 Neues Schloss (Breiteneich)                                |
| ja   | Datei hochladen | Wohnhaus, ehem. Herrschaftswirtshaus HERIS-ID: 33698 Objekt-ID: 31390                            | Breiteneich 33 Standort KG: Breiteneich                 | Der traufständige zweigeschoßige Bau hat ein Walmdach, eine unregelmäßige Fensteraufteilung und ein aus dem Zentrum gerücktes Rundbogenportal mit Prellsteinen, flachen Kämpfern und einem Keilstein. Die Fenster im Obergeschoß sowie die Ortsteinfassung verfügen über Sgraffitodekor, die restlichen Rahmungen über Ranken und Grotesken. | BDA-Hist.: Q37953483 Status: Bescheid Stand der BDA-Liste: 2025-06-30 Name: Wohnhaus, ehem. Herrschaftswirtshaus GstNr.: 140                                                 |
| ja   | Datei hochladen | Altes Schloss Breiteneich HERIS-ID: 33700 Objekt-ID: 31392                                       | Breiteneich 64 Standort KG: Breiteneich                 | Das etwas erhöht im Norden von Breiteneich gelegene Alte Schloss, eines der frühesten Renaissanceschlösser des Landes, wurde 1541 durch Erasmus von Schneckenreith unter Anwendung von Formen der Spätgotik und der Renaissance erbaut. Der drei- bis viergeschoßige blockhafte Bau mit abgeschrägten Ecken und kleinem Hof ist von Walmdächern gedeckt und von einem Park mit Umfassungsmauer, Wirtschaftsgebäuden und dem Neuen Schloss umgeben. | BDA-Hist.: Q64765002 Status: Bescheid Stand der BDA-Liste: 2025-06-30 Name: Altes Schloss Breiteneich GstNr.: 4/1 Altes Schloss (Breiteneich)                                |
| ja   | Datei hochladen | Gutshof, ehem. herrschaftlicher Wirtschaftshof HERIS-ID: 46939 Objekt-ID: 49332                  | Breiteneich 65 Standort KG: Breiteneich                 | Der Gutshof aus der Mitte des 19. Jahrhunderts hat biedermeierliche Fensterrahmungen. | BDA-Hist.: Q38024855 Status: Bescheid Stand der BDA-Liste: 2025-06-30 Name: Gutshof, ehem. herrschaftlicher Wirtschaftshof GstNr.: 2                                         |
| ja   | Datei hochladen | Bildstock HERIS-ID: 61292 Objekt-ID: 73705                                                       | Breiteneich 83, gegenüber Standort KG: Breiteneich      | Der in der Mitte des 18. Jahrhunderts erbaute Nischenbildstock an der Straße nach Mold hat ein Satteldach und beherbergt eine Figur des hl. Johannes Nepomuk mit zwei Engeln. | BDA-Hist.: Q38095236 Status: § 2a Stand der BDA-Liste: 2025-06-30 Name: Bildstock GstNr.: 1491 Wayside shrine John of Nepomuk, Breiteneich                                   |
| ja   | Datei hochladen | Bildstock Pestmarter HERIS-ID: 61294 Objekt-ID: 73707 marterl.at: 8641                           | Breiteneich 72, gegenüber Standort KG: Breiteneich      | Der im Jahr 1847 zum Gedenken an die Opfer der Pestepidemien von 1651 und 1679 errichtete Nischenbildstock verfügt über eine stark verwitterte Malerei mit Pesttoten, darüber eine Abbildung des Gottvaters mit den hll. Sebastian und Rochus. | BDA-Hist.: Q38095260 Status: § 2a Stand der BDA-Liste: 2025-06-30 Name: Bildstock Pestmarter GstNr.: 1366 Breiteneich Bildstock Pestmarter                                   |
| ja   | Datei hochladen | Ortskapelle Unsere Liebe Frau HERIS-ID: 49556 Objekt-ID: 53397                                   | Breiteneich 18, neben Standort KG: Breiteneich          | Die Ortskapelle von Breiteneich ist ein barocker, in der Mitte des 18. Jahrhunderts erneuerter Bau mit flachgedecktem Schiff, abgerundeten Kanten, gekehltem Traufgesims und Rundbogenfenstern. Der nach einem Brand 1904 erneuerte Turm wird von einem Pyramidenhelm bekrönt. Im Osten liegt ein niedriger Sakristeianbau mit Pultdach, der an seiner Ostseite rosettenbesetzte Steingewändefenster aufweist. Die Kapelle ist im Westen und Süden durch Rechteckportale in profilierten Rahmungen zugänglich. Der Innenraum hat je zwei seitliche Blendbögen. Der Chor verfügt über einen rechteckigen Grundriss und ein Platzlgewölbe. Der frühklassizistische Altar ist ein Werk des Jahres 1779. Er trägt das Bild Unterricht Mariae, flankiert von Schnitzfiguren der hll. Florian und Urban. Über der Mensa ist ein kleines Tapisseriebild Ruhe auf der Flucht zu sehen. Das Tafelbild an der Chorwand stellt die Himmelfahrt Marias dar. Zur weiteren Ausstattung zählen Kreuzwegbilder aus dem späten 19. Jahrhundert. | BDA-Hist.: Q38034595 Status: § 2a Stand der BDA-Liste: 2025-06-30 Name: Ortskapelle Unsere Liebe Frau GstNr.: 29                                                             |
| ja   | Datei hochladen | Figurenbildstock hl. Anna lehrt Maria lesen HERIS-ID: 61581 Objekt-ID: 74002 marterl.at: 7810    | Annagasse Standort KG: Horn                             | Die Figurengruppe Anna Maria lesen lehrend aus der Zeit um 1700 befand sich an der Prager Straße und wurde 2012 restauriert und auf einem neuen Sockel in der Annagasse (Ecke Dammstraße) platziert. | BDA-Hist.: Q38096370 Status: § 2a Stand der BDA-Liste: 2025-06-30 Name: Figurenbildstock hl. Anna lehrt Maria lesen GstNr.: 2051/7                                           |
| ja   | Datei hochladen | Campus Horn, ehem. Ledigenheim, Canisiusheim HERIS-ID: 112591 Objekt-ID: 130800seit 2018         | Canisiusgasse 1 Standort KG: Horn                       | Das 1956–1959 vom Canisiuswerk zur Ausbildung von Priestern errichtete Gebäude wurde 2018 an einen Investor verkauft und zu einem Hotel umgebaut. | BDA-Hist.: Q57265676 Status: Bescheid Stand der BDA-Liste: 2025-06-30 Name: Ehem. Ledigenheim, Canisiusheim GstNr.: 1703/2 Former Canisiusheim Horn, Lower Austria           |
| ja   | Datei hochladen | Figurenbildstock Maria Immaculata HERIS-ID: 61578 Objekt-ID: 73999 marterl.at: 7846              | gegenüber Ferdinand-Kurz-Gasse 26 Standort KG: Horn     | Die Figur der Maria Immaculata auf hoher toskanischer Säule stammt aus dem 18. Jahrhundert. | BDA-Hist.: Q38096314 Status: § 2a Stand der BDA-Liste: 2025-06-30 Name: Figurenbildstock Maria Immaculata GstNr.: 2055                                                       |
| ja   | Datei hochladen | Figurenbildstock Bäckerkreuz, Maria Immaculata HERIS-ID: 61577 Objekt-ID: 73998 marterl.at: 7847 | bei Ferdinand-Kurz-Gasse 32 Standort KG: Horn           | Eine Immaculata-Figur aus der Mitte des 18. Jahrhunderts steht, geschützt von einem Blechdach, auf dem Schaft eines ehemaligen Tabernakelpfeilers aus der Zeit um 1700. | BDA-Hist.: Q38096301 Status: § 2a Stand der BDA-Liste: 2025-06-30 Name: Figurenbildstock Bäckerkreuz, Maria Immaculata GstNr.: 2079/5                                        |
| ja   | Datei hochladen | Teilstück der Stadtmauer HERIS-ID: 34092 Objekt-ID: 32029                                        | bei Florianigasse 3 Standort KG: Horn                   | In der Florianigasse befindet sich ein Teil der mittelalterlichen Stadtbefestigung. | BDA-Hist.: Q37955990 Status: Bescheid Stand der BDA-Liste: 2025-06-30 Name: Teilstück der Stadtmauer GstNr.: 30, 29 City wall of Horn                                        |
| ja   | Datei hochladen | Wohn- und Geschäftshaus, Stadtmauer HERIS-ID: 34093 Objekt-ID: 32030                             | Florianigasse 11 Standort KG: Horn                      | Das im 17. Jahrhundert errichtete Gebäude hat eine secessionistische Fassade und einen tonnengewölbten Flur. | BDA-Hist.: Q37956006 Status: Bescheid Stand der BDA-Liste: 2025-06-30 Name: Wohn- und Geschäftshaus, Stadtmauer GstNr.: 37                                                   |
| ja   | Datei hochladen | Bezirkshauptmannschaft Horn HERIS-ID: 45812 Objekt-ID: 47261                                     | Frauenhofner Straße 2 Standort KG: Horn                 | Das fünfgeschoßige, blockartige Gebäude der Bezirkshauptmannschaft wurde 1957 nach Plänen von Karl Pelnöcker errichtet. Die Ausstattung stammt von Franz Simmlinger. | BDA-Hist.: Q38017589 Status: Bescheid Stand der BDA-Liste: 2025-06-30 Name: Bezirkshauptmannschaft Horn GstNr.: 309/1                                                        |
| ja   | Datei hochladen | Florianibrunnen HERIS-ID: 61492 Objekt-ID: 73908 marterl.at: 7702                                | gegenüber Hauptplatz 10 Standort KG: Horn               | Der Florianibrunnen auf dem Hauptplatz hat ein achteckiges Bassin, darin ein prismatisches Volutenpostament mit Blattranken und Rocaillen, inschriftlich bezeichnet mit dem Chronogramm 1727. Darüber befindet sich eine Figur des hl. Florian. | BDA-Hist.: Q38096053 Status: § 2a Stand der BDA-Liste: 2025-06-30 Name: Florianibrunnen GstNr.: 2039/1 Florianibrunnen (Horn, Hauptplatz, ObjektID: 73908)                   |
| ja   | Datei hochladen | Teil des Zwingers und Befestigungsmauern HERIS-ID: 110826 Objekt-ID: 128580                      | Hauptplatz 2 Standort KG: Horn                          | Teil der mittelalterlichen Stadtbefestigung. | BDA-Hist.: Q37820945 Status: Bescheid Stand der BDA-Liste: 2025-06-30 Name: Teil des Zwingers und Befestigungsmauern GstNr.: 254, 256                                        |
| ja   | Datei hochladen | Wohn- und Geschäftshaus HERIS-ID: 34094 Objekt-ID: 32031seit 2014                                | Hauptplatz 2 Standort KG: Horn                          | | BDA-Hist.: Q37956021 Status: Bescheid Stand der BDA-Liste: 2025-06-30 Name: Wohn- und Geschäftshaus GstNr.: 254                                                              |
| ja   | Datei hochladen | Wohnhaus HERIS-ID: 34095 Objekt-ID: 32032                                                        | Hauptplatz 3 Standort KG: Horn                          | Das im Kern aus dem 16. Jahrhundert stammende Haus hat drei Geschoße und eine vierachsige Fassade aus dem zweiten Viertel des 18. Jahrhunderts. Es verfügt über ein genutetes Erdgeschoß, durch Riesenpilaster gegliederte Obergeschoße, im Hauptgeschoß Fensterverdachungen mit eingezogenen Dreiecksgiebeln, im Erdgeschoß profilierte Fensterrahmungen und ein gequadertes Portal aus der Zeit um 1600 mit skulptierten Kämpfern und einem Volutenkeilstein. Die Einfahrt ist stichkappentonnengewölbt, das Treppenhaus hat Tonnengewölbe und über den Absätzen Kreuzgratgewölbe. Das Obergeschoß ist mit Stuckspiegeln aus dem 18. Jahrhundert und mit Tonnengewölben ausgestattet. Im Obergeschoß des Hofflügels befinden sich zwei kleine Säulenarkaden. | BDA-Hist.: Q37956037 Status: Bescheid Stand der BDA-Liste: 2025-06-30 Name: Wohnhaus GstNr.: 258                                                                             |
| ja   | Datei hochladen | Zwinger und Stadtmauer HERIS-ID: 110827 Objekt-ID: 128581                                        | bei Hauptplatz 3 Standort KG: Horn                      | Teil der mittelalterlichen Stadtbefestigung. | BDA-Hist.: Q37820958 Status: Bescheid Stand der BDA-Liste: 2025-06-30 Name: Zwinger und Stadtmauer GstNr.: 257, 258 City wall of Horn                                        |
| ja   | Datei hochladen | Stadtmauer mit Zwinger HERIS-ID: 34097 Objekt-ID: 32035                                          | bei Hauptplatz 6 Standort KG: Horn                      | Teil der mittelalterlichen Stadtbefestigung. | BDA-Hist.: Q37956056 Status: Bescheid Stand der BDA-Liste: 2025-06-30 Name: Stadtmauer mit Zwinger GstNr.: 262, 263/1, 263/2 City wall of Horn                               |
| ja   | Datei hochladen | Teilstück der Stadtmauer HERIS-ID: 34098 Objekt-ID: 32036                                        | bei Hauptplatz 7 Standort KG: Horn                      | Teil der mittelalterlichen Stadtbefestigung. | BDA-Hist.: Q37956071 Status: Bescheid Stand der BDA-Liste: 2025-06-30 Name: Teilstück der Stadtmauer GstNr.: 265, 266 City wall of Horn                                      |
| ja   | Datei hochladen | Wohnhaus HERIS-ID: 34100 Objekt-ID: 32038                                                        | Hauptplatz 9 Standort KG: Horn                          | Das dreigeschoßige Wohnhaus aus der zweiten Hälfte des 16. Jahrhunderts hat eine von Zierzinnen mit Kielbogengiebeln bekrönte und durch Lisenen gegliederte Blendfassade, die um 1860 erneuert und durch Dekor ergänzt wurde. | BDA-Hist.: Q37956085 Status: Bescheid Stand der BDA-Liste: 2025-06-30 Name: Wohnhaus GstNr.: 17                                                                              |
| ja   | Datei hochladen | Wohn- und Geschäftshaus HERIS-ID: 34101 Objekt-ID: 32039                                         | Hauptplatz 15 Standort KG: Horn                         | Das Wohn- und Geschäftshaus am Hauptplatz 15, ursprünglich mit Nummer 14 ein Doppelhaus bildend, stammt im Kern aus dem 16. Jahrhundert. Die Fassade verfügt über ein Sgraffitofries sowie profilierte Steingewändefenster mit gekehlten Sohlbänken und abschließendem Traufgesims mit Wulst und Kehle. | BDA-Hist.: Q37956098 Status: Bescheid Stand der BDA-Liste: 2025-06-30 Name: Wohn- und Geschäftshaus GstNr.: 65                                                               |
| ja   | Datei hochladen | Bürgerhaus, ehem. Gasthaus Zum weißen Rössl HERIS-ID: 61485 Objekt-ID: 73901seit 2016            | Hauptplatz 16 Standort KG: Horn                         | | BDA-Hist.: Q38096042 Status: Bescheid Stand der BDA-Liste: 2025-06-30 Name: Bürgerhaus, ehem. Gasthaus Zum weißen Rössl GstNr.: 66                                           |
| ja   | Datei hochladen | Wohn- und Geschäftshaus HERIS-ID: 44093 Objekt-ID: 44791                                         | Hauptplatz 17 Standort KG: Horn                         | Die Wohn- und Geschäftshäuser am Hauptplatz 17–22 bilden westlich der Georgskirche seit dem 14. Jahrhundert eine überwiegend zwei- bis dreigeschoßige Baugruppe, wobei die nachweisbare Bausubstanz der meisten Häuser ins 17. Jahrhundert zurückreicht. Das Haus Nr. 17 stammt im Kern aus der Zeit um 1600, ist zweigeschoßig und durch ein Walmdach gedeckt. Das Obergeschoß verfügt über gekehlte Sohlbänke und profilierte Gesimse. | BDA-Hist.: Q38007003 Status: Bescheid Stand der BDA-Liste: 2025-06-30 Name: Wohn- und Geschäftshaus GstNr.: 2/3                                                              |
| ja   | Datei hochladen | Wohn- und Geschäftshaus HERIS-ID: 34102 Objekt-ID: 32040                                         | Hauptplatz 18 Standort KG: Horn                         | Die Wohn- und Geschäftshäuser am Hauptplatz 17–22 bilden westlich der Georgskirche seit dem 14. Jahrhundert eine überwiegend zwei- bis dreigeschoßige Baugruppe, wobei die nachweisbare Bausubstanz der meisten Häuser ins 17. Jahrhundert zurückreicht. Das Haus Nr. 18 stammt im Kern aus der Zeit um 1600, ist zweigeschoßig und durch ein Walmdach gedeckt. Das Obergeschoß verfügt über gekehlte Sohlbänke und profilierte Gesimse. | BDA-Hist.: Q37956114 Status: Bescheid Stand der BDA-Liste: 2025-06-30 Name: Wohn- und Geschäftshaus GstNr.: 5                                                                |
| ja   | Datei hochladen | Wohn- und Geschäftshaus HERIS-ID: 49917 Objekt-ID: 54274                                         | Hauptplatz 19 Standort KG: Horn                         | Die Wohn- und Geschäftshäuser am Hauptplatz 17–22 bilden westlich der Georgskirche seit dem 14. Jahrhundert eine überwiegend zwei- bis dreigeschoßige Baugruppe, wobei die nachweisbare Bausubstanz der meisten Häuser ins 17. Jahrhundert zurückreicht. Das Haus Nr. 19 stammt in seiner heutigen Form aus dem dritten Viertel des 19. Jahrhunderts und ist eingeschoßig. | BDA-Hist.: Q38036969 Status: § 2a Stand der BDA-Liste: 2025-06-30 Name: Wohn- und Geschäftshaus GstNr.: 6                                                                    |
| ja   | Datei hochladen | Wohn- und Geschäftshaus HERIS-ID: 34104 Objekt-ID: 32042                                         | Hauptplatz 20 Standort KG: Horn                         | Die Wohn- und Geschäftshäuser am Hauptplatz 17–22 bilden westlich der Georgskirche seit dem 14. Jahrhundert eine überwiegend zwei- bis dreigeschoßige Baugruppe, wobei die nachweisbare Bausubstanz der meisten Häuser ins 17. Jahrhundert zurückreicht. Das zweigeschoßige Haus Nr. 20 stammt in seiner heutigen Form aus dem zweiten Viertel des 19. Jahrhunderts und verfügt in der Mittelachse über eine auf Säulen ruhende Loggia mit Dreieckgiebel. | BDA-Hist.: Q37956143 Status: Bescheid Stand der BDA-Liste: 2025-06-30 Name: Wohn- und Geschäftshaus GstNr.: 7                                                                |
| ja   | Datei hochladen | Wohn- und Geschäftshaus HERIS-ID: 34103 Objekt-ID: 32041                                         | Hauptplatz 21 Standort KG: Horn                         | Die Wohn- und Geschäftshäuser am Hauptplatz 17–22 bilden westlich der Georgskirche seit dem 14. Jahrhundert eine überwiegend zwei- bis dreigeschoßige Baugruppe, wobei die nachweisbare Bausubstanz der meisten Häuser ins 17. Jahrhundert zurückreicht. Das Haus Nr. 21 stammt im Kern aus dem 16. Jahrhundert. Es verfügt über gewölbte Räume sowie über Wandmalereien mit Bühnen- und Vorhangmotiven aus der zweiten Hälfte des 18. Jahrhunderts. | BDA-Hist.: Q37956129 Status: Bescheid Stand der BDA-Liste: 2025-06-30 Name: Wohn- und Geschäftshaus GstNr.: 4/1, 4/2                                                         |
| ja   | Datei hochladen | Kath. Filialkirche Marktkirche hl. Georg HERIS-ID: 49928 Objekt-ID: 54286                        | am Kirchenplatz Standort KG: Horn                       | Die nachgotische Georgskirche wurde 1593–1597 anstelle eines Vorgängerbaus des 14. Jahrhunderts errichtet. Sie ist eine der wenigen reformatorisch-evangelischen Großkirchen Niederösterreichs. Das Äußere wurde barockisiert. Die Turmhelme des 19. Jahrhunderts sind nach dem Vorbild der Prager Teynkirche gestaltet. Der Innenraum ist einschiffig, in schlicht gotisierender Renaissance. Im Gewölbespiegel sind das Stadtwappen, der Doppeladler sowie die Wappen Puchhaim und Hoffmann zu sehen. Die Rokokokanzel datiert von 1772. Heute kath. Pfarrkirche, hl. Stephan, die alte Pfarrkirche, ist Filialkirche. | BDA-Hist.: Q38037039 Status: § 2a Stand der BDA-Liste: 2025-06-30 Name: Kath. Filialkirche Marktkirche hl. Georg GstNr.: 1/1, 1/3, 1/2 St. Georg (Horn)                      |
| ja   | Datei hochladen | Mariensäule HERIS-ID: 61506 Objekt-ID: 73922 marterl.at: 7701                                    | gegenüber Kirchenplatz 1 Standort KG: Horn              | Die Mariensäule wurde 1679 östlich der Georgskirche auf dem Kirchenplatz als Pestsäule errichtet. Sie hat eine zweistufige Basis mit Ecksteinen und ein hohes, vierseitiges Postament mit vorspringenden Eckpfeilern und einer ausladenden Deckplatte. Darauf ruht auf einem prismatischen Sockel die eigentliche Säule, flankiert von Figuren der Dreifaltigkeit sowie der hll. Johannes Nepomuk, Rochus, Sebastian und Rosalia. An der Südseite ist eine Brunnenschale mit Palmettenbekrönung und Akroterienaufsätzen zu sehen. Auf der Säule ruht eine Immaculata-Figur. | BDA-Hist.: Q38096115 Status: § 2a Stand der BDA-Liste: 2025-06-30 Name: Mariensäule GstNr.: 2039/1 Mariensäule, Horn                                                         |
| ja   | Datei hochladen | Bürgerhaus und Stadtmauer HERIS-ID: 49918 Objekt-ID: 54275                                       | Kirchenplatz 1 Standort KG: Horn                        | Das Bürgerhaus am Kirchenplatz 1 hat an der Fassade ornamentale Sgraffitoreste aus dem späten 16. Jahrhundert. | BDA-Hist.: Q38036981 Status: § 2a Stand der BDA-Liste: 2025-06-30 Name: Bürgerhaus und Stadtmauer GstNr.: 243, 244                                                           |
| ja   | Datei hochladen | Piaristensteg über die Taffa HERIS-ID: 108268 Objekt-ID: 125700                                  | südlich Kirchenplatz 1 Standort KG: Horn                | Zwei Eisenbetonbogen mit je 30 Metern Spannweite aus dem Jahr 1937 führen über die Taffa. Die Brücke wurde von Friedrich Ignaz von Emperger geplant und errichtet. Sie wurde im Jahr 2009 im Zuge der Landesstellung restauriert. | BDA-Hist.: Q37812594 Status: Bescheid Stand der BDA-Liste: 2025-06-30 Name: Piaristensteg über die Taffa GstNr.: 2107/7, 233/2, 238/2 Piaristensteg über die Taffa, Horn     |
| ja   | Datei hochladen | Stadtmauer HERIS-ID: 110829 Objekt-ID: 128583                                                    | bei Kirchenplatz 2 Standort KG: Horn                    | Teil der mittelalterlichen Stadtbefestigung. | BDA-Hist.: Q37820970 Status: Bescheid Stand der BDA-Liste: 2025-06-30 Name: Stadtmauer GstNr.: 245 City wall of Horn                                                         |
| ja   | Datei hochladen | Bezirksgericht HERIS-ID: 49919 Objekt-ID: 54276                                                  | Kirchenplatz 3 Standort KG: Horn                        | Das Bezirksgericht auf dem Kirchenplatz von Horn wird auch als gemaltes Haus oder Sgraffitohaus bezeichnet. Der Kern des dreigeschoßigen Bauwerks stammt aus dem vierten Viertel des 16. Jahrhunderts. Wappen am Gebäude lassen vermuten, dass die mit 1583 bezeichneten Sgraffitobilder unter Veit Albrecht von Puchheim als Besitzer angebracht wurden. Die zu einem unbekannten Zeitpunkt übermalten Bilder wurden 1899/1900 wiederentdeckt, freigelegt, restauriert und ergänzt. | BDA-Hist.: Q854210 Status: § 2a Stand der BDA-Liste: 2025-06-30 Name: Bezirksgericht GstNr.: 246, 247 Bezirksgericht Horn                                                    |
| ja   | Datei hochladen | Teile der Stadtmauer und Befestigungsturm HERIS-ID: 110831 Objekt-ID: 128585                     | bei Kirchenplatz 4 Standort KG: Horn                    | Der sich über einem quadratischen Grundriss erhebende Befestigungsturm bei Kirchenplatz 4 ist Teil der mittelalterlichen Stadtbefestigung. | BDA-Hist.: Q37820996 Status: Bescheid Stand der BDA-Liste: 2025-06-30 Name: Teile der Stadtmauer und Befestigungsturm GstNr.: 248/1 City wall of Horn                        |
| ja   | Datei hochladen | Bürgerhaus HERIS-ID: 34107 Objekt-ID: 32045                                                      | Kirchenplatz 5 Standort KG: Horn                        | Das Haus aus dem 16. Jahrhundert hat im Hof Obergeschoßarkaden auf toskanischen Säulchen mit Kreuzgratgewölben. | BDA-Hist.: Q37956159 Status: Bescheid Stand der BDA-Liste: 2025-06-30 Name: Bürgerhaus GstNr.: 249                                                                           |
| ja   | Datei hochladen | Gasthaus Zur Post HERIS-ID: 34108 Objekt-ID: 32046                                               | Kirchenplatz 6 Standort KG: Horn                        | Das Gasthaus Zur Post, urkundlich erwähnt im Jahr 1566, weist im Obergeschoß eine Putzgliederung aus der Zeit um 1800 auf. Die kreuzgratgewölbte Einfahrt verfügt über ein erneuertes Rundbogentor, das im Schlussstein mit 1603 bezeichnet ist. Die Gewölbe im Erdgeschoß haben stuckierte Grate, Rosetten und Medaillons mit Engel- und Türkenköpfen. | BDA-Hist.: Q37956173 Status: Bescheid Stand der BDA-Liste: 2025-06-30 Name: Gasthaus Zur Post GstNr.: 250                                                                    |
| ja   | Datei hochladen | Stadtmauer HERIS-ID: 34109 Objekt-ID: 32047                                                      | bei Kirchenplatz 6 Standort KG: Horn                    | Teil der mittelalterlichen Stadtbefestigung. | BDA-Hist.: Q37956188 Status: Bescheid Stand der BDA-Liste: 2025-06-30 Name: Stadtmauer GstNr.: 250 City wall of Horn                                                         |
| ja   | Datei hochladen | Wohn- und Geschäftshaus, ehem. Gasthof „Zum schwarzen Adler“ HERIS-ID: 34110 Objekt-ID: 32048    | Kirchenplatz 10 Standort KG: Horn                       | Die Fassade des ehemaligen Gasthofs aus dem 16. Jahrhundert wurde 1984 rekonstruiert. Der Bau hat einen tiefen Hofflügel und im Obergeschoß eine fünfachsige Korbbogenarkatur auf toskanischen Säulen. Der anschließende Wirtschaftstrakt wurde in der ersten Hälfte des 19. Jahrhunderts gebaut. Der Stall ist eine dreischiffige siebenjochige Halle mit Platzlgewölben auf toskanischen Säulen. Die Remise und die quergelagerte Scheune verfügen über eine korbbogige Durchfahrt. | BDA-Hist.: Q37956203 Status: Bescheid Stand der BDA-Liste: 2025-06-30 Name: Wohn- und Geschäftshaus, ehem. Gasthof "Zum schwarzen Adler" GstNr.: 73/1, 73/2                  |
| ja   | Datei hochladen | Bürgerhaus HERIS-ID: 34111 Objekt-ID: 32049                                                      | Kirchenplatz 11 Standort KG: Horn                       | Das 1596 erstmals urkundlich erwähnte Bürgerhaus verfügt über zwei Hauptgeschoße und ein Speichergeschoß. Es ist giebelständig und von einem Schopfwalmdach gedeckt. Die freigelegten Teile der ursprünglichen Fassade zeigen Sgraffiti mit Wappen. Die Halle und andere Räume im Erdgeschoß haben Tonnengewölbe und Stichkappen sowie reichen Stuckdekor und Stuckgliederung (mit Perlenschnüren besetzte Grate, Perl- und Eierstäbe, kassettierte Bänder, an den Spiegeln Blattornamente, Adler, Engel- und Türkenköpfe und eine elfblättrige Rose) aus der Zeit um 1600. Der Anlauf der Innentreppe ist mit einer Sandsteinsäule ausgestattet. | BDA-Hist.: Q37956218 Status: Bescheid Stand der BDA-Liste: 2025-06-30 Name: Bürgerhaus GstNr.: 78                                                                            |
| ja   | Datei hochladen | Bürgerhaus HERIS-ID: 34113 Objekt-ID: 32051                                                      | Kirchenplatz 13 Standort KG: Horn                       | | BDA-Hist.: Q37956232 Status: Bescheid Stand der BDA-Liste: 2025-06-30 Name: Bürgerhaus GstNr.: 88/1                                                                          |
| ja   | Datei hochladen | Teilstück der Stadtmauer, Zwinger und Zwingermauer HERIS-ID: 34122 Objekt-ID: 32061              | bei Mühlgasse 2 Standort KG: Horn                       | Teilstück der mittelalterlichen Stadtbefestigung mit Zwinger und Zwingermauer. | BDA-Hist.: Q37956340 Status: Bescheid Stand der BDA-Liste: 2025-06-30 Name: Teilstück der Stadtmauer, Zwinger und Zwingermauer GstNr.: 236/4, 248/2 City wall of Horn        |
| ja   | Datei hochladen | Kath. Pfarrkirche hl. Stephan HERIS-ID: 49943 Objekt-ID: 54305                                   | gegenüber Prager Straß 23 Standort KG: Horn             | Die Stephanskirche ist die ältere der beiden Horner Stadtkirchen. Ursprünglich als Saalkirche mit Chorquadrat und halbrunder Apsis gebaut, wurde sie im 14. Jahrhundert gotisiert und im 18. Jahrhundert wurde insbesondere der Turm barockisiert. An der Außenwand in Nischenbögen zwischen den Strebepfeilern finden sich barocke Kreuzwegstationen aus dem 17. Jahrhundert. Zur Ausstattung zählen ein barocker Hoch- und Seitenaltar. Die Katharinenkapelle ist das alte romanische Seitenschiff. Heute Filialkirche, die Pfarrkirche ist hl. Georg. | BDA-Hist.: Q38037082 Status: § 2a Stand der BDA-Liste: 2025-06-30 Name: Kath. Pfarrkirche hl. Stephan GstNr.: 290 Pfarrkirche hl. Stephan (Horn/Niederösterreich)            |
| ja   | Datei hochladen | Bildstock Ledererkreuz HERIS-ID: 61579 Objekt-ID: 74000 marterl.at: 7811                         | vor Prager Straße 14 Standort KG: Horn                  | Das sogenannte Ledererkreuz am Aufgang zur Stephanskirche ist ein mit 1675 bezeichneter Bildstock mit profilierten Platten und einem Tabernakel über gekerbtem Wulst mit Steinkreuz. Am Schaft sind die Leidenswerkzeuge Christi sowie eine Inschrift zu sehen. | BDA-Hist.: Q38096350 Status: § 2a Stand der BDA-Liste: 2025-06-30 Name: Bildstock Ledererkreuz GstNr.: 2070/2 Ledererkreuz, Horn                                             |
| ja   | Datei hochladen | Kreuzigungsgruppe HERIS-ID: 61580 Objekt-ID: 74001 marterl.at: 7841                              | neben Prager Straße 23 Standort KG: Horn                | Die barocke Kreuzigungsgruppe aus dem zweiten Viertel des 18. Jahrhunderts ist möglicherweise ein Werk des Horner Bildhauers Friedrich Haßlinger (1672–1728). Sie zeigt Jesus am Kreuz, darunter Maria Magdalena kniend, mit langem Haar, die Füße Jesu mit der rechten Hand berührend. Links davon steht eine weibliche Figur, vermutlich die Mutter Gottes, und rechts der Apostel Johannes, dessen rechte Hand auf seiner linken Brust ruht. Die mit einem wehenden Lendentuch bekleidete Christusfigur ist mit einem unter den Querbalken gesunkenen Kopf dargestellt, die Arme schräg nach oben gestreckt. | BDA-Hist.: Q38096362 Status: § 2a Stand der BDA-Liste: 2025-06-30 Name: Kreuzigungsgruppe GstNr.: 2051/7 Kreuzigungsgruppe Horn                                              |
| ja   | Datei hochladen | Friedhof christlich HERIS-ID: 61332 Objekt-ID: 73745                                             | gegenüber Prager Straße 23 Standort KG: Horn            | Am Friedhof befinden sich mehrere barocke Grabsteine. Einer davon ist bezeichnet mit 1724 Leopold Hallinger und trägt ein Relief mit Darstellung des gekreuzigten Christus mit Anbetenden und Engeln. Die im Süden geböschte Friedhofsmauer ist eine mittelalterliche Bruchsteinmauer mit Ausgleichslagen. Darin sind weitere barocke Grabsteine mit Reliefs eingemauert. | BDA-Hist.: Q38095476 Status: § 2a Stand der BDA-Liste: 2025-06-30 Name: Friedhof christlich GstNr.: 1517/5                                                                   |
| ja   | Datei hochladen | Sog. Öhlknechthof, ehem. Höbarth-Museum HERIS-ID: 34115 Objekt-ID: 32053                         | Prager Straße 3 - 5 Standort KG: Horn                   | Der Ölknechthof stammt aus dem späten 19. Jahrhundert. Der Südflügel wurde 1930 über der Stadtmauer erbaut. Von 1930 bis zum Umzug ins ehemalige Krankenhaus im Jahr 1973 beherbergte der Hof das Höbarthmuseum. | BDA-Hist.: Q37956262 Status: Bescheid Stand der BDA-Liste: 2025-06-30 Name: Sog. Öhlknechthof, ehem. Höbarth-Museum GstNr.: 270                                              |
| ja   | Datei hochladen | Figurenbildstock hl. Johannes Nepomuk HERIS-ID: 61586 Objekt-ID: 74007                           | bei Prager Straße 11 Standort KG: Horn                  | An der Brücke über die Taffa steht auf einem hohen prismatischen Postament und auf geschwungenem Sockel eine Nepomukfigur von 1772. | BDA-Hist.: Q105645913 Status: § 2a Stand der BDA-Liste: 2025-06-30 Name: Figurenbildstock hl. Johannes Nepomuk GstNr.: 2039/4                                                |
| ja   | Datei hochladen | Mariensäule, Madonna mit Kind HERIS-ID: 34116 Objekt-ID: 32054 marterl.at: 7840                  | bei Prager Straße 31 Standort KG: Horn                  | In das Haus an der Ecke Prager Straße/Zwettler Straße ist ein achtseitiger Pfeiler mit Würfelkapitell und prismatischem Sockel aus der Zeit um 1520 eingemauert. Er trägt eine Darstellung der Maria mit Kind. | BDA-Hist.: Q37956279 Status: Bescheid Stand der BDA-Liste: 2025-06-30 Name: Mariensäule, Madonna mit Kind GstNr.: 1396/3 Maria column Prager Straße, Horn                    |
| ja   | Datei hochladen | Bildstock HERIS-ID: 61582 Objekt-ID: 74003 marterl.at: 7809                                      | bei Prof.-Karl-Scholz-Straße 26 Standort KG: Horn       | Der Tabernakelpfeiler in der Prof.-Karl-Scholz-Straße hat einen abgefasten Schaft, mehrfach profilierte Platten, ein Steinkreuz und ein Relief von Christus am Kreuz. Er ist mit der Jahreszahl 1651 bezeichnet. | BDA-Hist.: Q38096378 Status: § 2a Stand der BDA-Liste: 2025-06-30 Name: Bildstock GstNr.: 1100/30                                                                            |
| ja   | Datei hochladen | Altöttinger Kapelle HERIS-ID: 59154 Objekt-ID: 70171                                             | Raabser Straße 32 Standort KG: Horn                     | Die Altöttinger Kapelle wurde in der Achse der im Bereich der heutigen Raabser Straße um die Mitte des 17. Jahrhunderts angelegten Tuchmachersiedlung als kleiner Zentralbau nach Vorbild der bayerischen Altöttinger Kapelle erbaut. Sie wurde 1787 profaniert, als Wohnhaus adaptiert, 1936 als Dollfuß-Gedächtniskapelle wiedereröffnet und diente 1952–1970 als evangelische Kirche. | BDA-Hist.: Q38086090 Status: § 2a Stand der BDA-Liste: 2025-06-30 Name: Altöttinger Kapelle GstNr.: 366 Altöttinger Kapelle (Horn, ObjektID: 70171)                          |
| ja   | Datei hochladen | Bildstock HERIS-ID: 61594 Objekt-ID: 74015 marterl.at: 7845                                      | gegenüber Raabser Straße 47 Standort KG: Horn           | An der Raabser Straße steht ein abgefaster prismatischer Pfeiler mit Inschriftenkartusche, der ein flaches Tabernakel mit seitlichen Voluten und Kugelaufsatz trägt. Eine Bleistiftzeichnung von 1865 zeigt im Tabernakelaufsatz eine Pietà nach dem Vorbild des Maria-Dreieichen-Gnadenbildes und die Inschrift „Maria bit für uns“, was auf eine Entstehung in Zusammenhang mit der Wallfahrt nach Maria Dreieichen in der zweiten Hälfte des 17. Jahrhunderts hindeutet. Bei der Neuerrichtung im Jahr 1983 wurde ein Bild vom Typ Madonna mit Kind nach der Art des Renaissancemalers Sandro Botticelli angebracht. | BDA-Hist.: Q38096488 Status: § 2a Stand der BDA-Liste: 2025-06-30 Name: Bildstock GstNr.: 2079/1                                                                             |
| ja   | Datei hochladen | Rathaus, ehem. Thurnhof HERIS-ID: 49922 Objekt-ID: 54279                                         | Rathausplatz 4 und 5 Standort KG: Horn                  | Das Rathaus, früher nach einem ehemaligen Stadtturm als Thurnerhof bezeichnet, ist ein weitläufiges, dreigeschoßiges Gebäude mit gebändertem Sockelgeschoß, glatten Hauptgeschoßen und zwei Breiterkern auf tief gekehlten Konsolen. Neben dem stark erneuerten Rundbogentor ist auf einem Steinrelief die Jahreszahl des weitgehenden Umbaus 1582 zu sehen. | BDA-Hist.: Q38037000 Status: § 2a Stand der BDA-Liste: 2025-06-30 Name: Rathaus, ehem. Thurnhof GstNr.: 50/2 Rathaus (Horn, ObjektID: 54279)                                 |
| ja   | Datei hochladen | Theater Vereinshaus HERIS-ID: 49934 Objekt-ID: 54292                                             | Robert-Hamerling-Straße 9 Standort KG: Horn             | Das als Christliches Arbeitervereinshaus errichtete Gebäude ist ein Theaterbau aus der Zeit um 1910. Es hat eine fünfachsige Fassade mit einem schlanken dreiachsigen Mittelrisalit mit Dreieckgiebel. Der Giebeldekor wurde im neobarocken Stil ausgeführt. | BDA-Hist.: Q38037052 Status: § 2a Stand der BDA-Liste: 2025-06-30 Name: Theater Vereinshaus GstNr.: 189/1 Theater Vereinshaus (Horn, ObjektID: 54292)                        |
| ja   | Datei hochladen | Schloss Horn HERIS-ID: 34119 Objekt-ID: 32057                                                    | Schloßplatz 1 Standort KG: Horn                         | Das Schloss Horn, in der Südostecke der ummauerten Stadt am Zusammenfluss der Taffa und des Mödringbaches gelegen, ist ein dreiflügeliger, monumentaler, einen rechteckigen Hof umschließender Bau mit mittelalterlichem Kern, der von einem weitläufigen Park umgeben ist, der über die Taffa hin erstreckt. Im 12. Jahrhundert als Stadtburg angelegt, wurde es im Laufe der Jahrhunderte mehrfach umgebaut und erweitert. Im Süd-, West- und Nordflügel sind mittelalterliche Kernbauten erhalten geblieben. | BDA-Hist.: Q37956304 Status: Bescheid Stand der BDA-Liste: 2025-06-30 Name: Schloss Horn GstNr.: 228/1 Schloss Horn (Lower Austria)                                          |
| ja   | Datei hochladen | Wohnhaus HERIS-ID: 43642 Objekt-ID: 44289                                                        | Schulgasse 14 Standort KG: Horn                         | | BDA-Hist.: Q38004482 Status: Bescheid Stand der BDA-Liste: 2025-06-30 Name: Wohnhaus GstNr.: 385/105                                                                         |
| ja   | Datei hochladen | Brunnen HERIS-ID: 61569 Objekt-ID: 73989 marterl.at: 8958                                        | Stadtpark Standort KG: Horn                             | Der Brunnen ist als Kriegerdenkmal mit Wappen gestaltet. Das vom abgebrochenen Prager Stadttor stammende Allianzwappen der Besitzerfamilie des Horner Schlosses seit 1676, Hoyos-Sprinzenstein, stammt aus der Zeit um 1680. | BDA-Hist.: Q38096278 Status: § 2a Stand der BDA-Liste: 2025-06-30 Name: Brunnen GstNr.: 306/2 Brunnen (Horn, Stadtpark, ObjektID: 73989)                                     |
| ja   | Datei hochladen | Gartenportal HERIS-ID: 76771 Objekt-ID: 90365                                                    | im Stadtpark Standort KG: Horn                          | Im Stadtpark befindet sich ein ehemaliges, nunmehr zugemauertes Gartenportal aus der ersten Hälfte des 19. Jahrhunderts. Er verfügt über eine Segmentbogennische mit mehrfach geschwungenem Volutengiebel, worin das Hochrelief einer Trinkszene mit Bacchus und einem Putto zu sehen ist. | BDA-Hist.: Q38145886 Status: § 2a Stand der BDA-Liste: 2025-06-30 Name: Gartenportal GstNr.: 306/1                                                                           |
| ja   | Datei hochladen | Wohnhaus mit Stadtmauer und Zwinger HERIS-ID: 34120 Objekt-ID: 32058                             | Thurnhofgasse 3 Standort KG: Horn                       | Beim später errichteten Wohnhaus in der Thurnhofgasse 3 sind Teile der mittelalterlichen Stadtmauer und eines Zwingers erhalten. | BDA-Hist.: Q37956315 Status: Bescheid Stand der BDA-Liste: 2025-06-30 Name: Wohnhaus mit Stadtmauer und Zwinger GstNr.: 175, 176/1, 176/2                                    |
| ja   | Datei hochladen | Wohnhaus HERIS-ID: 34121 Objekt-ID: 32059                                                        | Thurnhofgasse 15 Standort KG: Horn                      | Das gegen Ende des 18. Jahrhunderts errichtete Haus hat eine Plattenstilfassade und einen Schweifgiebel. | BDA-Hist.: Q37956327 Status: Bescheid Stand der BDA-Liste: 2025-06-30 Name: Wohnhaus GstNr.: 160                                                                             |
| ja   | Datei hochladen | Pfarrhof HERIS-ID: 49923 Objekt-ID: 54280                                                        | Thurnhofgasse 19 Standort KG: Horn                      | Der Pfarrhof, im 16. Jahrhundert errichtet, wurde im 17./18. Jahrhundert um einen Hofflügel erweitert und im 18. und 19. Jahrhundert umgebaut. Seine Fassade ist mit barocken Giebeln ausgestattet. | BDA-Hist.: Q38037014 Status: § 2a Stand der BDA-Liste: 2025-06-30 Name: Pfarrhof GstNr.: 154, 155                                                                            |
| ja   | Datei hochladen | Wohnhaus und Stadtmauer HERIS-ID: 61551 Objekt-ID: 73969                                         | Thurnhofgasse 21 Standort KG: Horn                      | Das im Kern aus dem 16. Jahrhundert stammende Wohnhaus hat eine Putzfassade aus der zweiten Hälfte des 18. Jahrhunderts und als Fensterbekrönungen eingemauerte Sohlbänke aus der Zeit um 1600. Die Innenräume verfügen über Kreuzgratgewölbe mit profilierten Stuckgraten aus der Zeit um 1600, die in der Eingangshalle sternförmig und über der Treppe mehrstrahlig ausgeführt sind. | BDA-Hist.: Q38096211 Status: § 2a Stand der BDA-Liste: 2025-06-30 Name: Wohnhaus und Stadtmauer GstNr.: 153, 152                                                             |
| ja   | Datei hochladen | Wohn- und Geschäftshaus HERIS-ID: 40649 Objekt-ID: 40639                                         | Thurnhofgasse 22 Standort KG: Horn                      | Das Wohn- und Geschäftshaus in der Thurnhofgasse 22 hat eine Fassade mit schlichter Putzgliederung aus der zweiten Hälfte des 18. Jahrhunderts. | BDA-Hist.: Q37995547 Status: § 57-Mandatsbescheid Stand der BDA-Liste: 2025-06-30 Name: Wohn- und Geschäftshaus GstNr.: 104                                                  |
| ja   | Datei hochladen | Teilstück der Stadtmauer, des Zwingers sowie eine Rundbastion HERIS-ID: 64744 Objekt-ID: 77490   | bei Thurnhofgasse 23 Standort KG: Horn                  | Teil der mittelalterlichen Stadtbefestigung. | BDA-Hist.: Q38108046 Status: Bescheid Stand der BDA-Liste: 2025-06-30 Name: Teilstück der Stadtmauer, des Zwingers sowie eine Rundbastion GstNr.: 146, 150 City wall of Horn |
| ja   | Datei hochladen | Teilstück der Stadt- und Zwingermauer HERIS-ID: 34118 Objekt-ID: 32056                           | bei Thurnhofgasse 27 Standort KG: Horn                  | Teil der mittelalterlichen Stadtbefestigung. | BDA-Hist.: Q37956293 Status: Bescheid Stand der BDA-Liste: 2025-06-30 Name: Teilstück der Stadt- und Zwingermauer GstNr.: 145/1, 145/2 City wall of Horn                     |
| ja   | Datei hochladen | Figurenbildstock hl. Johannes Nepomuk HERIS-ID: 61591 Objekt-ID: 74012 marterl.at: 7730          | gegenüber Wiener Straße 16 Standort KG: Horn            | An der Brücke über den Breiteneicher Bach steht auf einem hohen, prismatischen Postament, bezeichnet mit Maria Susanna Gräfin von Hoyos 1709, eine vermutlich in der zweiten Hälfte des 18. Jahrhunderts angefertigte Figur des hl. Johannes Nepomuk. | BDA-Hist.: Q105645915 Status: § 2a Stand der BDA-Liste: 2025-06-30 Name: Figurenbildstock hl. Johannes Nepomuk GstNr.: 2114/1                                                |
| ja   | Datei hochladen | Kreuzigungskapelle HERIS-ID: 61585 Objekt-ID: 74006 marterl.at: 7714                             | gegenüber Wiener Straße 25 Standort KG: Horn            | Südlich des Schlosses befindet sich eine dreiseitig geschlossene Wegkapelle aus dem späten 17. Jahrhundert mit Rundbogenöffnung und Satteldach. Sie beherbergt eine Kreuzigungsgruppe aus Sandstein. | BDA-Hist.: Q38096408 Status: § 2a Stand der BDA-Liste: 2025-06-30 Name: Kreuzigungskapelle GstNr.: 229/2 Kreuzigungskapelle Horn                                             |
| ja   | Datei hochladen | Piaristenkirche hl. Anton von Padua HERIS-ID: 49927 Objekt-ID: 54285                             | Wiener Straße Standort KG: Horn                         | Die Piaristenkirche wurde 1675 geweiht. Sie ist gekennzeichnet durch einen hohen Baukörper mit einer schlichten, durch Lisenen gegliederten Putzfeldrahmung und profiliertes Kranzgesims. An der Südseite liegt die im Jahr 1720 erbaute Sakristei, darüber der siebenachsige Arkadengang des ehemaligen Klosters. Südlich befindet sich ein vorgelagertes Klostergärtchen. An der Straßenseite ist die Kirche durch ein reich dekoriertes Portal zugänglich. Der Turm wurde 1847 erneuert. Er hat rundbogige Schallfenster, einen Uhrengiebelkranz und einen Zwiebelhelm. | BDA-Hist.: Q38037027 Status: Bescheid Stand der BDA-Liste: 2025-06-30 Name: Piaristenkirche hl. Anton von Padua GstNr.: 242/1, 242/2 Piaristenkirche (Horn, ObjektID: 54285) |
| ja   | Datei hochladen | Ehem. Piaristenkloster HERIS-ID: 34123 Objekt-ID: 32063                                          | Wiener Straße 2 Standort KG: Horn                       | Das ehemalige Piaristenkloster ist ein vierflügeliger, dreigeschoßiger Bau, der um einen rechteckigen Hof angelegt ist. Der Baukern stammt aus der Renaissance, später wurden barocke Teile ergänzt und im 19. Jahrhundert erhielt das Kloster wesentliche Umbauten. Der älteste Teil der Anlage, das ist der heutige Westflügel und der halbe Nord- und Südtrakt, wurde im 16. Jahrhundert von den Puchheims errichtet. In den 1640er-Jahren diente es sie Werkstätte der Tuchmacher. 1657 wurden die Piaristen durch Reichsgraf Ferdinand Siegmund Kurz nach Horn berufen und gründeten dort die Schola Hornana. | BDA-Hist.: Q37956358 Status: Bescheid Stand der BDA-Liste: 2025-06-30 Name: Ehem. Piaristenkloster GstNr.: 240, 241                                                          |
| ja   | Datei hochladen | Höbarthmuseum / ehem. Bürgerspital und Kapelle HERIS-ID: 34124 Objekt-ID: 32064                  | Wiener Straße 6 Standort KG: Horn                       | Das ehemalige Bürgerspital, in dem seit 1973 das Höbarthmuseum untergebracht ist, liegt, zusammen mit der Spitalskapelle, im Südosten der Horner Altstadt. Es handelt sich um einen zweigeschoßigen Baukomplex mit mehreren Trakten, errichtet Ende des 14./Anfang des 15. Jahrhunderts, der zwischen dem 16. und 19. Jahrhundert mehrfach umgebaut wurde. | BDA-Hist.: Q1497647 Status: Bescheid Stand der BDA-Liste: 2025-06-30 Name: Höbarthmuseum/ ehem. Bürgerspital und Kapelle GstNr.: 129, 2112/3 Höbarthmuseum                   |
| ja   | Datei hochladen | Wohn- und Geschäftshaus HERIS-ID: 40652 Objekt-ID: 40642                                         | Wiener Straße 7 Standort KG: Horn                       | Das im Kern aus dem 16./17. Jahrhundert stammende Haus hat im Erdgeschoß ein Stichkappentonnengewölbe. | BDA-Hist.: Q37995578 Status: § 57-Mandatsbescheid Stand der BDA-Liste: 2025-06-30 Name: Wohn- und Geschäftshaus GstNr.: 106                                                  |
| ja   | Datei hochladen | Wohn- und Geschäftshaus HERIS-ID: 34125 Objekt-ID: 32065                                         | Wiener Straße 13 Standort KG: Horn                      | Das Haus in der Wiener Straße 13 wurde nach seinem Abbruch 1966 rekonstruiert. Es hat einen geschweiften Giebel. | BDA-Hist.: Q37956383 Status: Bescheid Stand der BDA-Liste: 2025-06-30 Name: Wohn- und Geschäftshaus GstNr.: 111                                                              |
| ja   | Datei hochladen | Wohn- und Geschäftshaus HERIS-ID: 34126 Objekt-ID: 32066                                         | Wiener Straße 15 Standort KG: Horn                      | Das Haus in der Wiener Straße 15 hat einen geschweiften barocken Giebel. Im hinteren Trakt sind Wandmalereien von Karl Korab zu sehen. | BDA-Hist.: Q37956400 Status: Bescheid Stand der BDA-Liste: 2025-06-30 Name: Wohn- und Geschäftshaus GstNr.: 112                                                              |
| ja   | Datei hochladen | Anlage Stadtbefestigung Horn HERIS-ID: 77166 Objekt-ID: 90782                                    | Wiener Straße 35 Standort KG: Horn                      | Die innere Ringmauer der mittelalterlichen Stadtbefestigung mit ihren Wehrtürmen ist in weiten Teilen erhalten. Zum Teil sind auch noch Reste der Zwinger zu sehen. Urkundlich erwähnt 1304, wurde die Stadtmauer im 15. Jahrhundert ausgebaut und erhielt im 16./17. Jahrhundert ihre letzte Gestalt. Die Mauern sind bis zu acht Meter hoch. | BDA-Hist.: Q38148761 Status: § 2a Stand der BDA-Liste: 2025-06-30 Name: Anlage Stadtbefestigung Horn GstNr.: 133, 12, 157/2, 162, 138, 156 City wall of Horn                 |
| ja   | Datei hochladen | Kruzifix/Kreuz HERIS-ID: 61584 Objekt-ID: 74005 marterl.at: 7731                                 | bei Wiener Straße 47 Standort KG: Horn                  | Das im Jahr 1618 aus Sandstein angefertigte Denkmal zeigt Christus am Kreuz, darunter eine Darstellung der Mater Dolorosa. Der Schaft ist mit Rauten- und Kandelaberornamenten dekoriert. | BDA-Hist.: Q38096395 Status: § 2a Stand der BDA-Liste: 2025-06-30 Name: Kruzifix/Kreuz GstNr.: 2089/2                                                                        |
| ja   | Datei hochladen | Figurenbildstock hl. Florian HERIS-ID: 61590 Objekt-ID: 74011 marterl.at: 7732                   | gegenüber Wiener Straße 59 Standort KG: Horn            | Auf einem prismatischen hohen Pfeiler mit Wappen steht eine Statue des hl. Florian von Lorch aus dem 18. Jahrhundert. | BDA-Hist.: Q38096450 Status: § 2a Stand der BDA-Liste: 2025-06-30 Name: Figurenbildstock hl. Florian GstNr.: 2039/5 Horn Statue Florian von Lorch (Wiener Straße)            |
| ja   | Datei hochladen | Bildstock Hallerkreuz HERIS-ID: 61583 Objekt-ID: 74004 marterl.at: 7733                          | gegenüber Wiener Straße 61 Standort KG: Horn            | Das mit 1688 bezeichnete Hallerkreuz ist ein Tabernakelpfeiler mit Steinkreuz und einer reliefierten Darstellung von Christus am Kreuz und dem Ölberg auf. | BDA-Hist.: Q38096385 Status: § 2a Stand der BDA-Liste: 2025-06-30 Name: Bildstock Hallerkreuz GstNr.: 2039/5                                                                 |
| ja   | Datei hochladen | Bildstock Studentenkreuz HERIS-ID: 61595 Objekt-ID: 74016 marterl.at: 7734                       | gegenüber Wiener Straße 61 Standort KG: Horn            | Das Studentenkreuz wurde in der zweiten Hälfte des 17. Jahrhunderts erbaut. Auf einer Säule mit einem Cherubskopfkapitell auf prismatischem Sockel ruht ein geschmiedeter Scheibenkreuzaufsatz, der von Flammen gerahmt ist. An Säule und Sockel sind Reste von Inschriften zu sehen. | BDA-Hist.: Q38096498 Status: § 2a Stand der BDA-Liste: 2025-06-30 Name: Bildstock Studentenkreuz GstNr.: 2039/5                                                              |
| ja   | Datei hochladen | Figurenbildstock Ölberg-Gruppe HERIS-ID: 61592 Objekt-ID: 74013 marterl.at: 7844                 | vor Wilhelm-Miklas-Platz 3 Standort KG: Horn            | Am Wilhelm-Miklas-Platz ruht auf einem kannelierten Pfeiler mit ausladender Deckplatte die Figurengruppe Christus am Ölberg aus der Zeit um 1700. | BDA-Hist.: Q38096467 Status: § 2a Stand der BDA-Liste: 2025-06-30 Name: Figurenbildstock Ölberg-Gruppe GstNr.: 2078/1                                                        |
| ja   | Datei hochladen | Figurenbildstock Gnadenstuhl HERIS-ID: 61589 Objekt-ID: 74010 marterl.at: 7744                   | Standort KG: Horn                                       | Barocker Pfeiler bekrönt von einer Gnadenstuhlgruppe aus dem 1. Viertel des 18. Jahrhunderts. | BDA-Hist.: Q38096440 Status: § 2a Stand der BDA-Liste: 2025-06-30 Name: Figurenbildstock Gnadenstuhl GstNr.: 833/1                                                           |
| ja   | Datei hochladen | Jüdischer Friedhof HERIS-ID: 99008 Objekt-ID: 115001                                             | östlich der Znaimer Straße Standort KG: Horn            | Der israelitische Friedhof wurde von der jüdischen Gemeinde in Horn im Jahre 1873 errichtet. Er umfasst 107 Gräber auf einer Fläche von 1219 m². Bis 1938 wurden 177 Menschen darin beerdigt. | BDA-Hist.: Q37773151 Status: § 2a Stand der BDA-Liste: 2025-06-30 Name: Jüdischer Friedhof GstNr.: 977/1 Israelitischer Friedhof Horn                                        |
| ja   | Datei hochladen | Wohngebäude der ehem. Aumühle HERIS-ID: 34114 Objekt-ID: 32052                                   | Bachstraße 19 Standort KG: Mödring                      | Die ehemalige Aumühle ist ein langgestreckter, zweigeschoßiger Bau mit traufseitig vorkragendem Staubboden und einer schmalen Giebelfront mit Volutenbekrönung. Sie wurde im 17. Jahrhundert erbaut. | BDA-Hist.: Q37956247 Status: Bescheid Stand der BDA-Liste: 2025-06-30 Name: Wohngebäude der ehem. Aumühle GstNr.: 104/1                                                      |
| ja   | Datei hochladen | Bildstock HERIS-ID: 61302 Objekt-ID: 73715 marterl.at: 8571                                      | bei Eibenweg 17 Standort KG: Mödring                    | Nördlich von Mödring, an der Straße nach Pernegg, befindet sich ein gemauerter Nischenbildstock mit einer Pietà-Steinplastik. Das Denkmal wurde im 18. Jahrhundert errichtet. | BDA-Hist.: Q38095294 Status: § 2a Stand der BDA-Liste: 2025-06-30 Name: Bildstock GstNr.: 1325/1 Bildstock bei Eibenweg, Mödring                                             |
| ja   | Datei hochladen | Pfarrhof HERIS-ID: 50274 Objekt-ID: 55080                                                        | Kirchengasse 3 Standort KG: Mödring                     | Der Pfarrhof von Mödring, ein zweigeschoßiger Bau mit Schopfwalmdach, wurde im 17. Jahrhundert errichtet. Er hat steinerne Fenstergewände, die im Erdgeschoß mit Rautengittern abgeschlossen und im Obergeschoß mit profilierten Sohlbankgesimsen und Putzfaschen ausgestattet sind. Von dem mit Tonnen und Stichkappen gewölbten Erdgeschoß führt eine Eichentreppe ins Obergeschoß, dessen Räume über Stuckspiegel verfügen. Zur Ausstattung zählen zwei Kachelöfen, einer aus dem frühen und ein weiterer von Ende des 18. Jahrhunderts, sowie barocke Statuen des 17. und 18. Jahrhunderts. | BDA-Hist.: Q38039071 Status: § 2a Stand der BDA-Liste: 2025-06-30 Name: Pfarrhof GstNr.: 68 Pfarrhof Mödring                                                                 |
| ja   | Datei hochladen | Wegkapelle hl. Johannes Nepomuk HERIS-ID: 61305 Objekt-ID: 73718 marterl.at: 8451                | bei Mödring 83 Standort KG: Mödring                     | Der mit einer Figur des hl. Johannes Nepomuk ausgestattete Nischenbildstock ist mit 1720 bezeichnet. | BDA-Hist.: Q38095306 Status: § 2a Stand der BDA-Liste: 2025-06-30 Name: Wegkapelle hl. Johannes Nepomuk GstNr.: 1300/1                                                       |
| ja   | Datei hochladen | Figurenbildstock Gnadenstuhl HERIS-ID: 61593 Objekt-ID: 74014                                    | Doberndorfer Straße 3, in der Nähe Standort KG: Mödring | An der Straße nach Doberndorf steht eine ionische Bildsäule mit Girlanden und Kapitell, darüber ein Gnadenstuhl, errichtet Anfang des 18. Jahrhunderts. | BDA-Hist.: Q38096478 Status: § 2a Stand der BDA-Liste: 2025-06-30 Name: Figurenbildstock Gnadenstuhl GstNr.: 859                                                             |
| ja   | Datei hochladen | Kath. Pfarrkirche hl. Johannes der Täufer und Friedhof HERIS-ID: 50275 Objekt-ID: 55081          | Kirchengasse 4, neben Standort KG: Mödring              | Die erhöht am westlichen Ortsrand liegende Pfarrkirche, Johannes dem Täufer geweiht, ist eine spätgotische Hallenkirche mit älterem Ostteil und einem Südturm im Chorwinkel. Sie ist von einem Friedhof umgeben. Das annähernd quadratische Langhaus ist durch ein Zeltdach gedeckt. Der Chor ist schmäler und niedriger als das Langhaus. Der Turm wird von einem Pyramidenhelm bekrönt. Östlich am Chor liegt ein Sakristeianbau. | BDA-Hist.: Q38039080 Status: § 2a Stand der BDA-Liste: 2025-06-30 Name: Kath. Pfarrkirche hl. Johannes der Täufer und Friedhof GstNr.: 74/1, 74/2 Pfarrkirche Mödring        |
| ja   | Datei hochladen | Bildstock Rastkreuz HERIS-ID: 61307 Objekt-ID: 73720 marterl.at: 8577                            | Standort KG: Mödring                                    | Das sogenannte Rastkreuz südwestlich von Mödring an der Straße Irnfriz–Horn ist ein mit 1459 bezeichneter Pfeiler mit einem schmiedeeisernen Kreuz aus dem 19. Jahrhundert. | BDA-Hist.: Q38095330 Status: § 2a Stand der BDA-Liste: 2025-06-30 Name: Bildstock Rastkreuz GstNr.: 1449                                                                     |
| ja   | Datei hochladen | Bildstock HERIS-ID: 61314 Objekt-ID: 73727 marterl.at: 8450                                      | Standort KG: Mödring                                    | Das in der zweiten Hälfte des 15. Jahrhunderts errichtete Barbaramarterl steht der Überlieferung nach auf einem alten Gräberfeld. Es verfügt über einen würfelförmigen Sockel, über dem sich ein abgekanteter Pfeiler erhebt, in dessen gekehlte Kanten Maßwerk eingeblendet ist und dessen Vorderseite ein Wappenschild mit gekreuzten Rebmessern zeigt. Der Pfeiler wird von einem zwischen zwei Deckplatten aufgesetzten vergitterten Tabernakel mit geschlossener Rückwand bekrönt, in dessen Inneren eine im späten 20. Jahrhundert geschaffene Statue steht. Die „polychromierte Holzstatuette der hl. Barbara“, die in der Österreichischen Kunsttopographie von 1911 beschrieben wird, ist verschwunden. An der Rückseite des Tabernakels ist die Inschrift „Wolfgang Scharkher 1470“ zu sehen. Von einer weiteren Inschrift sind nur noch die Buchstaben „Me..“ und die Jahreszahl 1575 zu erkennen. | BDA-Hist.: Q38095340 Status: § 2a Stand der BDA-Liste: 2025-06-30 Name: Bildstock GstNr.: 1305                                                                               |
| ja   | Datei hochladen | Pietàpfeiler HERIS-ID: 61316 Objekt-ID: 73729                                                    | Steig 22, gegenüber Standort KG: Mödring                | Südlich des Ortes steht an der Straße nach Horn ein Bildstock mit quadratischem Schaft, darauf eine Pietà, aus dem Jahr 1734. | BDA-Hist.: Q38095348 Status: § 2a Stand der BDA-Liste: 2025-06-30 Name: Pietàpfeiler GstNr.: 1336/10                                                                         |
| ja   | Datei hochladen | Flur-/Wegkapelle HERIS-ID: 61318 Objekt-ID: 73731                                                | Standort KG: Mödring                                    | An der Straße nach Horn steht eine mit 1811 bezeichnete Wegkapelle, auf quadratischem Grundriss mit Satteldach, Putzpilastern mit klassizistischem Dekor und Rundbogennische, darin ein polychromiertes Stuckrelief der Taube des Heiligen Geistes. | BDA-Hist.: Q38095370 Status: § 2a Stand der BDA-Liste: 2025-06-30 Name: Flur-/Wegkapelle GstNr.: 1573                                                                        |
| ja   | Datei hochladen | Bildstock HERIS-ID: 61320 Objekt-ID: 73733 marterl.at: 8576                                      | Standort KG: Mödring                                    | Das sogenannte Haslaumarterl ist ein im 15. Jahrhundert errichteter Tabernakelpfeiler mit gotischen Stilelementen. Vor den Fasen des Schafts sind Säulchen mit gelochten Sockeln angeordnet. Von der Inschrift am Tabernakelaufsatz sind nur noch Teile der Jahreszahl „14..“ lesbar. Der Aufsatz wird von einer Verdachung bekrönt, deren abgebrochenes Steinkreuz durch ein kleines Eisenkreuz ersetzt wurde. | BDA-Hist.: Q38095389 Status: § 2a Stand der BDA-Liste: 2025-06-30 Name: Bildstock GstNr.: 1436                                                                               |
| ja   | Datei hochladen | Bildstock HERIS-ID: 61331 Objekt-ID: 73744                                                       | bei Mühlfeld 36 Standort KG: Mühlfeld                   | Der mit 1614 bezeichnete Tabernakelpfeiler besteht aus einem abgefasten Schaft, der auf einer quadratischen Basis ruht. Die Öffnungen sind von Balustern flankiert; der Bildstock wird von einem Steinkreuz gekrönt. | BDA-Hist.: Q38095463 Status: § 2a Stand der BDA-Liste: 2025-06-30 Name: Bildstock GstNr.: 797/3                                                                              |
| ja   | Datei hochladen | Ortskapelle Mühlfeld HERIS-ID: 61325 Objekt-ID: 73738                                            | Mühlfeld 10, gegenüber Standort KG: Mühlfeld            | Der schlichte Bau mit vorgestelltem Westturm, eingezogenem Chor und im Osten angebauter Sakristei wurde um 1800 errichtet. Er verfügt über segmentbogige Fenster und eine Putzgliederung. Der Turm hat Ecklisenen, rundbogige Schallfenster und einen Spitzhelm. Im platzlgewölbten Innenraum sind unter anderem Triumphbogenpfeiler mit klassizistischen Kapitellen zu sehen. Zur Einrichtung zählen ein neugotischer Altar aus dem späten 19. Jahrhundert sowie Bänke und ein Türblatt des späten 19. oder frühen 20. Jahrhunderts. | BDA-Hist.: Q38095428 Status: § 2a Stand der BDA-Liste: 2025-06-30 Name: Ortskapelle Mühlfeld GstNr.: 21 Ortskapelle Mühlfeld (Gemeinde Horn)                                 |